# Умиращият гал
Умиращият гал e мраморна скулптура, римско копие на вероятно бронзов оригинал от Пергам, който е изготвен по заповед на цар Атал I в памет на победата му над келтите - галати. Не е изключено оригинала да е излязал под резеца на придворния ваятел Епигон.
Скулптурата е един от върховете на античното изкуство. По време на Наполеоновите войни, „Умиращият гал“ е изнесена от Италия от французите и в течение на години е изложена в Лувъра.